# Natriumborat-Puffer
Natriumborat-Puffer (SB-Puffer) ist ein Elektrophoresepuffer, der in der Biochemie und Molekularbiologie im Zuge einer Agarose-Gelelektrophorese zur Trennung von Nukleinsäuren wie DNA oder RNA verwendet wird.

## Eigenschaften
Der SB-Puffer ist aus Natriumhydroxid und Borsäure zusammengesetzt (1–10 mM, pH 8.0) und besitzt im Vergleich zu den alternativen Puffern (TAE-Puffer, TBE-Puffer, TPE-Puffer) eine niedrigere Ionenstärke und daher eine niedrigere elektrische Leitfähigkeit, übertroffen nur durch den Lithiumborat-Puffer. Dies erlaubt eine höhere angelegte elektrische Spannung (5–35 V/cm Gellänge gegenüber 5–10 V/cm) und daher eine höhere Wanderungsgeschwindigkeit der Nukleinsäuren ohne Erhitzung des Agarosegels. Dadurch verkürzt sich die zur elektrophoretischen Trennung benötigte Zeit.